# Schützengraben (Otto Dix)
Der Schützengraben ist ein Gemälde von Otto Dix aus den Jahren 1921 bis 1923. Es wurde von der Kunstkritik dem Verismus zugeordnet, wird als sein Hauptwerk aufgefasst und war als Antikriegsbild mit seiner drastischen Gewaltdarstellung politisch umstritten. Es erzeugte durchaus beabsichtigte Skandale und war Bestandteil der Ausstellung Entartete Kunst. Seit 1940 gilt es als verschollen. Von dem Bild existieren nur Schwarzweißfotografien, die eine Beschreibung erschweren.

## Hintergrund und Geschichte
Otto Dix meldete sich 1914 zwar nicht kriegsbegeistert freiwillig, wie viele andere Künstlerkollegen, ließ sich aber, nachdem er 1915 zum Militär eingezogen wurde, sowohl an der West-, als auch an der Ostfront als Maschinengewehrschütze an vorderster Linie einsetzen. Er hat also den Krieg in den Schützengräben bis zum Ende hautnah erfahren. Otto Dix kannte, wie viele Künstler seiner Zeit, Texte von Friedrich Nietzsche. Besonders sein Werk Der Wille zur Macht war mit dem Kapitel 853 Die Kunst in der „Geburt der Tragödie“ für Dix inspirierend. Dix war von der im Krieg zu erwartenden Katharsis in grenzwertigen Situationen durchaus angetan. Er suchte menschliche Ausnahmezustände. Der Kunsthistoriker Uwe M. Schneede schrieb in einem Ausstellungskatalog im Kunstverein in Hamburg 1977: „Man muss ‚ja‘ sagen können, ja zu den menschlichen Äußerungen, die da sind und immer sein werden. Das heißt nicht ein Ja zu den imperialistischen Kriegen, sondern zu einem Schicksal, das unter gegebenen Umständen an den Menschen herantritt und in dem er sich bewähren muss.“ Dix zeichnete auch während des Krieges, aber das Töten und die Gewalt kamen in diesen Arbeiten nicht vor, es waren eher die Trümmerlandschaften mit unverletzten Soldaten als Staffage. Erst nach dem Krieg, ab 1920, begann er das Grauenhafte zu malen. Er bildete sich zeichnerisch an der Hochschule für Bildende Künste Dresden weiter und besuchte die Anatomie des Friedrichstädter Krankenhauses, um Leichen, Eingeweide und Gehirn zu zeichnen. Dix besuchte auch im Rahmen seiner Italienreise Palermo, um auch in den Katakomben der Kapuziner unter dem Kapuzinerkloster in Palermo, Studien von Gebeinen, Schädeln und Mumien anzufertigen. Erste Anfänge für das Bild Schützengraben gab es bereits 1921. Als das Werk 1923 im Kölner Wallraf-Richartz-Museum ausgestellt wurde, war es ein Publikumsmagnet und löste bei Offiziersverbänden des ehemaligen kaiserlichen Heeres Proteste aus. Das Kunstpublikum war schockiert und ein Skandal von nationaler Bedeutung nahm seinen Lauf. Von „Wehrsabotage“ war die Rede. Der nationalkonservativ eingestellte Kunsthistoriker Julius Meier-Graefe schrieb 1924 über das Bild: „Wahrscheinlich hat Herr Dix in aller Einfalt für den Pazifismus wirken wollen, die bekannte Abschreckungs-Theorie. Das ist sein Privatvergnügen. Das Bild, an offizielle Stelle gerückt, wird deutsches Kulturdokument. Das ist der Haken.“ Der Kunstkritiker Paul Fechter stellte einen Zusammenhang mit der Alliierten Rheinlandbesetzung her und schrieb: „Denn Köln ist besetztes Gebiet – und den Engländern und ihren französischen und belgischen Gästen ein derartiges Dokument deutscher Gesinnung von heute offiziell im Museum vorzusetzen – das heißt Vorstellungen von der Mentalität der Deutschen zu wecken, die die Herren drüben nur zu immer neuer Mißachtung und Anmaßung treiben.“ Nach der Wahl Paul von Hindenburgs zum Reichspräsidenten im selben Jahr verschärfte sich die rechte Propaganda und der deutsche Nationalismus.
Jahre später, als anerkannter berühmter Künstler und Dozent, nahm Dix von 1929 bis 1932 das Thema Krieg noch einmal mit seinem Triptychon Der Krieg (Dresden, Staatliche Kunstsammlungen, Galerie Neue Meister) auf. Die Mitteltafel des Triptychons zeigt Motive aus dem Schützengraben. Im Gegensatz zu diesem, das bis heute verschollen ist, überlebte das Triptychon den Nationalsozialismus und den Zweiten Weltkrieg. 1933 gehörte Otto Dix zu denjenigen Künstlern, die als erste ihren Posten als Dozent verloren und aus den Akademien ausgeschlossen wurden. Die nationalsozialistische Künstlerin und Kunstkritikerin Bettina Feistel-Rohmeder diffamierte ihn als „Verhöhner heldischer Menschen“. Bereits 1933 gab es in Dresden im Lichthof des neuen Rathauses eine erste Schandausstellung, von Richard Müller organisiert, die als ein Vorläufer der späteren Wanderausstellung Entartete Kunst gilt. Unter den Werken von Dix war auch der Schützengraben aus dem Dresdner Stadtmuseum. Neben Goebbels und Göring besuchte auch Hitler die Ausstellung und bemerkte zu Otto Dix: „Es ist schade, daß man diese Leute nicht einsperren kann.“ In der Ausstellungsbroschüre zur entarteten Kunst wurde der Schützengraben unter dem Titel „Gemalte Wehrsabotage des Malers Otto Dix“ ausführlich besprochen (Auszug): „Hier tritt die ‚Kunst‘ in den Dienst der marxistischen Propaganda für die Wehrpflichtverweigerung. Die Absicht tritt klar zutage: Der Beschauer soll im Soldaten den Mörder oder das sinnlose Schlachtopfer einer im Sinn des bolschewistischen Klassenkampfes ‚kapitalistischen Weltordnung‘ erblicken. […] Daß nicht nur Juden, sondern auch deutschblütige ‚Künstler‘ mit solch niederträchtigen Machwerken die feindliche Kriegsgreuelpropaganda, die damals schon als Lügengewebe entlarvt war, nachträglich auf diese Weise unaufgefordert erneut bestätigten, wird für immer ein Schandfleck der deutschen Kulturgeschichte bleiben.“ Der Schützengraben war nicht im Angebot in der von der deutschen Regierung in Auftrag gegebenen Auktion am 30. Juni 1939 bei Theodor Fischer in Luzern. Zum Kriegsbeginn 1939 gelangte das Bild nach Güstrow in das ehemalige Atelier von Ernst Barlach. Es wurde in den Verkaufslisten von Bernhard A. Böhmer, einem Freund Barlachs, und dem Kunsthändler Karl Buchholz, die beide von der Regierung mit dem Verkauf beschlagnahmter Kunst beauftragt waren, zum Preis von 200 $ bis zum Jahre 1940 geführt, dann verliert sich die Spur. Somit ist klar, dass das Bild nicht am 20. März 1939 von der Berliner Feuerwehr in einer als Übung bezeichneten Aktion verbrannt wurde.

## Beschreibung und Deutung
Das Bild hat die Maße 227 × 250 cm und ist in der Maltechnik Öl auf Jute ausgeführt, der Malgrund ist grob zusammengenäht. In seiner ersten Ausstellung im Kölner Wallraf-Richartz-Museum wurde es in einem Rahmen aus einfachen Holzprofilen präsentiert. Offenbar gab es einen grauen Vorhang, der dieses Bild bei Bedarf vor Besuchern verbarg und nur auf Anfrage zur Seite gezogen wurde.
Das Gemälde zeigt das Ende einer Schlacht des Ersten Weltkriegs mit zahllosen zerfetzten Toten und Trümmern. Von dem Bild existieren nur Schwarzweißfotografien, sodass eine Beschreibung allein aufgrund der Beobachtungen zeitgenössischer Museumsbesucher möglich ist. Der Kunsthistoriker Alfred Salmony sah das Bild 1923 in Köln, beschreibt es ausführlich und gibt auch Hinweise auf die Farbigkeit: „Der erste Eindruck ist nur: unerhörte Farben […]. Ein Schützengraben liegt gänzlich zerschossen, Material mischt sich zerfetzt mit zerfetzten Leibern […]. Gasmaske und Armbanduhr blieben unversehrt. Die Phosphorpfütze (gelb nach anderen Betrachtern) bildet den Farbmittelpunkt. Gedärm, Fleisch und Blut hängen umher. Ein Teil der Leichen verwest […]. In seltsam stehender Stellung haben sich Soldaten mit zerrissenem Gesicht erhalten, einen warf‘s aufgespießt auf Stützen. In den Bergen des Hintergrundes dämmert es in herrlichen Farben. So war es an Herbsttagen in den Gräben südlich von Soissons.“ Salmony äußert sich auch zur Bedeutung des Bildes und schreibt: „Das Bild kennt keine Tendenz, nur peinlich genaue sachliche Schilderung: so ist Krieg. Man wird die Stadt Köln und ihren Museumsdirektor wegen dieser Erwerbung angreifen und loben, Schlagworte neu gruppieren.“ Nach Ansicht der Kunsthistorikerin und Kuratorin Kira van Lil verwendet Otto Dix in seinem Bild eine Strategie der Verführung, um die Betrachter anzulocken, damit sie noch weitere furchtbare Details entdecken. Als kriegsverherrlichend wurde das Bild nie aufgefasst, aber er spielt mit der Faszination des Grauens. Der ungarische Kunsthistoriker Ernő Kállai war der Ansicht, dass „die Besessenheit des Malers von der Vorstellung der Kriegsgreuel diese in einen Bezirk der Monumentalität rückt, in dem es völlig gleichgültig ist, ob man gegen das Ungeheuerliche protestiert oder es in schauernder Andacht über sich ergehen läßt. Das Schützengrabenbild von Dix könnte ebenso gut der Gegenstand höchster Anbetung eines fanatischen Kriegsgottverehrers, als pazifistisches Propagandamittel sein.“
Die Szenerie ist lebensgroß dargestellt und bezieht dadurch den Betrachter mit ein. Unterschiede zwischen Leichenteilen, Gedärmen und der aufgeweichten Erde gibt es kaum, die Erde verleibt sich langsam die Gliedmaßen und Eingeweide der Toten regelrecht ein. Karl Scheffler fand, dass das Bild wie ein „Stück Tiefsee, wie ein Aquarium“ wirke und kommt zu der Überzeugung, dass „Diese krass schonungslose Kunst parfümiert [sei].“ Auch Curt Glaser fiel dieses Parfümierte auf und schreibt: „Die Leichen riechen nicht nach Verwesung, sondern nach Parfüm.“ Diese Wahrnehmung des angeblich „Parfümierten“ erklärt sich durch Dix’ Intention, von malerischen Konventionen abzuweichen, denn die gängige Auffassung war, dass „Antikriegsbilder“ auf keinen Fall maltechnisch perfekt ausgeführt zu sein hatten. Allerdings widerspricht das dem nachlässig vernähten Jutestoff für den großen Malgrund. (zitiert von KvL S. 56 ff.)

## Provenienz
Nach der Fertigstellung wurde das Gemälde im Herbst 1923 über die Galerie Nierendorf für 10.000 Mark vom Leiter des Kölner Wallraf-Richartz-Museums, Hans Friedrich Secker, erworben und erstmals ausgestellt. Nach Protesten und harscher Kritik musste sich das Museum von dem Werk trennen. Es wurde fünf Jahre später im Jahr 1928 von der Stadt Dresden erworben und 1937 als „entartet“ beschlagnahmt. Nach der Ausstellung als entartete Kunst wurde das Bild im Januar 1940 vom Kunsthändler Bernhard A. Böhmer erworben, hier verliert sich die Spur des Gemäldes.

## Ausstellungen
- 1. Dezember 1923: Wallraf-Richartz-Museum Köln
- 1937: Ausstellung Entartete Kunst München[21]

## Kritik (Auswahl)
Nachdem Hans Friedrich Secker das Bild für das Kölner Wallraf-Richartz-Museum erwarb und ausstellte, wurde es einer großen Öffentlichkeit bekannt und es erschienen zahlreiche Berichte über das „Skandalbild“.
- Der Kunsthistoriker Heribert Reiners schrieb am 1. Dezember 1923 in der Kölnischen Volkszeitung im Hinblick auf das Werk, dass „die Wirkung des modernen Menschenmordens und der wahre Inhalt des Krieges nicht furchtbarer geschildert werden kann.“ Es sei „inhaltlich vielleicht das grausigste Bild, das je gemalt wurde. Und darum wird der Inhalt immer wieder in den Vordergrund treten und deshalb das Bild viele Gegner finden.“
- In der Kölnischen Zeitung vom 7. Dezember 1923 schrieb der Kunstkritiker Walter Schmits: „Das Gemälde enthüllt mit unbarmherziger Deutlichkeit die scheußlichste Fratze des vielgesichtigen Krieges. In dem kalten, fahlen, gespensternden Lichts des Tagesgrauens, unter trübem Himmel, an dem ein blasser ironischer Regenbogen, die biblische Friedenskunde, winkt, tut sich ein Schützengraben auf, über den ein vernichtendes Feuer niedergegangen ist. Wie ein Lächeln der Hölle blinkt in der Tiefe eine giftige schwefelgelbe Lache.“ Schmits bedauert den Ankauf des Bildes durch das Wallraf-Richartz-Museum und schreibt: „Man hat es als sittliche Tat gepriesen. Darunter kann hier nur pazifistische Propaganda verstanden werden.“ Am 15. Dezember 1923 legte Schmits in der gleichen Zeitung nach und schreibt, dass die Museumsbesucher, die „Erbauung suchten, niedergeschmettert“ würden. Es sei eine „Entwürdigung der Kunst. Unseres tapferen Heeres wird heute aus pazifistischer Ideologie viel zu wenig gedacht.“[22][23]
- 1924 wurde das Bild durch die Initiative von Max Liebermann in der Jahresausstellung der Preußischen Akademie der Künste in Berlin ausgestellt. Julius Meier-Graefe schrieb in der Deutschen Allgemeinen Zeitung vom 2. Juli 1924 einen Verriss. Er meint, dass Die Grenze des erlaubten Unfugs mit dem Ankauf des Gemäldes überschritten sei, er bezeichnet es als „Monstrum“ und „Schmutz“ und schlägt die Entfernung des Werkes aus dem Museum vor oder mit Dix über einen Tausch zu verhandeln. Meier Graefe: „Als Antwort bekam ich zu hören, der geschützte Verkünder des Impressionismus [gemeint ist Max Liebermann] sei nicht imstande, ein NIX von einem DIX zu unterscheiden.“ Meier-Graefe fand das Gemälde „zum Kotzen“.[5]
- Max Liebermann hielt das Bild in einem Brief an den Kölner Museumsdirektor Hans Friedrich Secker für „eines der bedeutendsten Werke der Nachkriegszeit“. Ihn wundere es seiner Erfahrung nach nicht, „wenn jetzt ein Kritiker [gemeint ist Meier-Graefe] das Schützengrabenbild von Dix ein tendenziöses Machwerk schlimmster Sorte und ohne jede künstlerische Bedeutung nennt. Was das Tendenziöse betrifft, so glaube ich, daß es kein Kunstwerk gibt oder geben kann, das nicht tendenziös wäre, wenn man unter Tendenz nach der wahren Bedeutung des Wortes die Absicht versteht, die Idee im Bilde lebendig zu gestalten. Dix wollte das Grauenhafte und Fürchterliche, was er durch vier Jahre in der vordersten Front des Schützengrabens erlebt hat, darstellen, um es sich von der Seele zu wälzen [...].“[24]
- Im Band 41 des Cicerone von 1924, Bezug nehmend auf Meier-Graefe, schreibt Willi Wolfradt über das Bild: „Wahrlich zum Kotzen und nicht zum Komfort ist das gemalt, dies himmelschreiende Stilleben der Würmer in aufgeschmetterten Schädeln, diese wahnsinnige Landschaft gespießter, wild zusammengestampfter Leiber.“ Er schließt seinen Artikel mit den Worten „Welch ein Wandschmuck für die Schulen! Welch ein Memento!“[25]